# Artemisia rubripes
Artemisia rubripes — вид квіткових рослин з родини айстрових (Asteraceae).

## Морфологічна характеристика
Це багаторічна трав'яна рослина 75–180 см заввишки, запушена чи гола. Нижні та середні стеблові листки: листкова ніжка 5–10 мм і більше; листкова пластинка абаксіально (низ) густо-сіра павутинно-запушена, адаксіально ± гола. Середнє стеблове листя яйцювате, еліптично-яйцювате чи широко-яйцювате, 7–13 × 4–10 см, (1 або) 2-перисторозсічені; сегменти 3–4 пари, ланцетні, лінійно-ланцетні або лінійні. Самі верхні листки перисто-розсічені. Квіткові голови зближені вздовж гілок у ± широких волотях. Крайових жіночих квіток 9–10. Дискові квітки 12–14, двостатеві. Сім'янки вузькояйцеподібні.

## Поширення
Вид росте у Євразії: Росія, Китай, Японія, Корея, Монголія, Україна.
Населяє пустирі, трав'янисті схили, лісостепи, чагарники, узбіччя доріг, береги річок, луки, ліси.

## Використання
Рослина іноді збирається з дикої природи для місцевого використання в якості їжі — молоде листя приготовленим.